# Mulga Island
Mulga Island ist eine kleine Insel 5 km vor der Küste des ostantarktischen Enderbylands. Sie liegt 8 km nordöstlich des Kirkby Head.
Luftaufnahmen der Australian National Antarctic Research Expeditions aus dem Jahr 1956 dienten ihrer Kartierung. Das Antarctic Names Committee of Australia benannte sie nach der in Australien weit verbreiteten Akazienart Mulga.